# Robin van Doornspeek
Jersey Robin Jan (Robin) van Doornspeek (Velsen, 25 februari 1981) is een Nederlandse honkballer.
Van Doornspeek is werper en korte stop en gooit en slaat rechts. Hij begon met honkbal als kind bij de club De Pino's uit IJmuiden. In de jeugd stapte hij al over naar de Terrasvogels uit Santpoort. Nadat hij als pupil had deelgenomen aan de Europese Kampioenschappen voor pupillen in 1993 ging hij verder honkballen bij Kinheim uit Haarlem. Nadat hij een jaar als korte stop had gespeeld bij DSS keerde hij terug naar Kinheim waar hij tot 2001 in de hoofdklasse mee zou uitkomen als werper. In dat jaar stapte hij over naar Minolta Pioniers uit Hoofddorp waarvoor hij al tot 2010 uitkomt.
In 1997 maakte Van Doornspeek deel uit van het Nederlands Juniorenteam en in 1998 speelde hij voor Jong Oranje als pitcher mee in het Europees Kampioenschap in Tsjechië waar hij uitgeroepen werd tot Meest Waardevolle Speler van het toernooi. In 2002 werd Van Doornspeek geselecteerd voor het Nederlands honkbalteam waarmee hij dat jaar tijdens de Intercontinental Cup drie wedstrijden speelde. In 2003 speelde hij met het team het World Port Tournament, de Europese Kampioenschappen, het Olympisch Kwalificatietoernooi en de Wereldkampioenschappen. In 2004 speelde hij mee tijdens de Haarlemse Honkbalweek en de Olympische Spelen in Athene. In 2005 speelde hij mee tijdens de Wereldkampioenschappen. In 2006 speelde hij mee in de World Baseball Classic, de European Baseball Classic en de Haarlemse Honkbalweek.
Van Doornspeek is een zoon van de oud-hoofdklassespeler Jersey van Doornspeek.
Sharnol Adriana · 
Wladimir Balentien · 
Johnny Balentina · 
Patrick Beljaards · 
Maikel Benner · 
Yurendell de Caster · 
Ivanon Coffie · 
Rob Cordemans · 
Robin van Doornspeek · 
Dave Draijer · 
Evert-Jan 't Hoen · 
Chairon Isenia · 
Eelco Jansen · 
Sidney de Jong · 
Ferenc Jongejan · 
Eugene Kingsale · 
Dirk van 't Klooster · 
Patrick de Lange · 
Raily Legito · 
Calvin Maduro · 
Diego Markwell · 
Ralph Milliard · 
Harvey Monte · 
Alexander Smit